# C6orf106
C6orf106 (англ. Chromosome 6 open reading frame 106) – білок, який кодується однойменним геном, розташованим у людей на 6-й хромосомі. Довжина поліпептидного ланцюга білка становить 298 амінокислот, а молекулярна маса — 32 872.
| 10         |  | 20         |  | 30         |  | 40         |  | 50         |
| ---------- |  | ---------- |  | ---------- |  | ---------- |  | ---------- |
| MEGMDVDLDP |  | ELMQKFSCLG |  | TTDKDVLISE |  | FQRLLGFQLN |  | PAGCAFFLDM |
| TNWNLQAAIG |  | AYYDFESPNI |  | SVPSMSFVED |  | VTIGEGESIP |  | PDTQFVKTWR |
| IQNSGAEAWP |  | PGVCLKYVGG |  | DQFGHVNMVM |  | VRSLEPQEIA |  | DVSVQMCSPS |
| RAGMYQGQWR |  | MCTATGLYYG |  | DVIWVILSVE |  | VGGLLGVTQQ |  | LSSFETEFNT |
| QPHRKVEGNF |  | NPFASPQKNR |  | QSDENNLKDP |  | GGSEFDSISK |  | NTWAPAPDTW |
| APAPDQTEQD |  | QNRLSQNSVN |  | LSPSSHANNL |  | SVVTYSKGLH |  | GPYPFGQS   |

A: Аланін

C: Цистеїн

D: Аспарагінова кислота

E: Глутамінова кислота

F: Фенілаланін

G: Гліцин

H: Гістидин

I: Ізолейцин

K: Лізин

L: Лейцин

M: Метіонін

N: Аспарагін

P: Пролін

Q: Глутамін

R: Аргінін

S: Серин

T: Треонін

V: Валін

W: Триптофан

Кодований геном білок за функцією належить до фосфопротеїнів. 
Задіяний у такому біологічному процесі, як альтернативний сплайсинг. 